# Australská národní knihovna
Národní knihovna Austrálie je největší knihovnou v Austrálii. Sídlí v hlavním městě Canberra. Vznikla roku 1960, na základě zákona National Library Act. Navazuje však na činnost parlamentní knihovny (Commonwealth Parliamentary Library), jež vznikla roku 1901. Hlavní budova knihovny byla postavena roku 1968, na základě architektonického návrhu Waltera Bunninga. Dle zákona o národní knihovně je odpovědná za "udržování a rozvoj národní sbírky knihovních materiálů včetně komplexní sbírky knihovních materiálů vztahujících se k Austrálii a australskému lidu". Krom toho má knihovna rozsáhlou sbírku materiálů týkajících se asijské kultury (Australian Buddhist Library Collection ad.). Téměř 174 000 položek ze sbírky knihovny je digitalizováno a volně přístupno na internetu.